# Reichsknappschaftsgesetz
Das Reichsknappschaftsgesetz (RKG) war in Deutschland von 1924 bis 1991 die Rechtsgrundlage für die bergknappschaftliche Sozialversicherung.
Das RKG wurde mehrmals grundlegend geändert und dabei auch an veränderte rentenversicherungsrechtliche Situationen angepasst, so etwa mit dem Knappschaftsrentenversicherungs-Neuregelungsgesetz (KnVNG) vom 21. Mai 1957 (BGBl. I S. 533).
Der Regelungsgehalt des RKG ging u. a. zusammen mit dem des Angestelltenversicherungsgesetzes und Teilen der Reichsversicherungsordnung zum 1. Januar 1992 im SGB VI auf, das noch einige knappschaftliche Besonderheiten vorsieht. Das das RKG begleitende Einführungsgesetz zum Reichsknappschaftsgesetz vom 23. Juni 1923 (RGBl. I S. 454) wurde zum 1. Januar 1992 praktisch gegenstandslos.